# Piet van Hout (1938)
Piet Thijs van Hout (Sneek, 19 april 1938 – 't Harde, 2 oktober 2009) was een Nederlands politicus van de CHU en later het CDA.
Hij is rond 1963 afgestudeerd in de rechten aan de Rijksuniversiteit Groningen en werkte in het begin van zijn loopbaan bij meerdere gemeenten en de provincie Overijssel. Van Hout werd in 1972 burgemeester van de Overijsselse gemeente Hasselt en was daarnaast van 1977 tot 1978 waarnemend burgemeester van IJsselham. In 1983 volgde zijn benoeming tot burgemeester van Elburg en in april 2001 ging hij daar vervroegd met pensioen. Van Hout overleed eind 2009 op 71-jarige leeftijd.